# Bibondi
Bibondi est un village du Cameroun situé dans la région du Sud et le département de l'Océan, à 10 km de Lolodorf. Il fait partie de la commune de Lolodorf.

## Population
En 1966, la population était de 379 habitants, principalement des Ewondo. Lors du recensement de 2005, on y dénombrait 832 personnes.

## Infrastructures
La localité dispose de deux écoles et d'un centre de santé.